# Кајак и кану
Кајак и кану је спорт на води у којем се учесници такмиче веслајући у чамцима на одређеним деоницама. Постоје две главне врсте чамаца за овај спорт, а то су кајак и кану. Разлика је та што код кајака сваки веслач користи весло с две лопатице, док се код кануа користи весло с једном лопатицом. 
Разликују се две врсте кајака и кануа:
- Кајак и кану на мирним водама
- Кајак и кану на дивљим водама